# ایرماک‌باشی (یورغیر)
ایرماک‌باشی (به ترکی استانبولی: Irmakbaşı) یک منطقهٔ مسکونی در ترکیه است که در یورغیر واقع شده‌است.